# Brian Banner
Brian Banner é um personagem das histórias em quadrinhos da Marvel Comics; criado por Bill Mantlo e Mike Mignola. É o pai biológico de Bruce Banner, O Incrível Hulk.

## História
"Quando criança, Brian, junto com a mãe dele, eram abusados física e psicológicamente pelo pai dele. Brian sentia medo do próprio pai, e o achava um monstro. Ele odiava crer que também tinha herdado o gene de "monstro" do pai dele, e tinha planos para não ter filhos, pois temia a possibilidade de se tornar como o pai… temendo fazer o mesmo com o filho dele. Durante a faculdade, Brian conheceu e se casou com Rebecca, que estava ansiosa para formar uma família. Brian nunca compartilhou a história pessoal dele com ela, ou ainda o desejo de não ter filhos. Ele era o estudante mais jovem a se formar com um Ph.D., e ele se formou em Física. As opções para a pós-graduação dele eram ilimitadas, mas ele concordou em ir para Los Alamos, para trabalhar em um projeto do governo onde se buscava achar uma fonte limpa de radiação nuclear. A tensão do trabalho de Brian o levou a bebida, tornando-o impaciente e nervoso com a esposa dele, Rebecca, e com os colegas de trabalho.
Uma noite, após beber excessivamente, Brian tentou trabalhar no projeto dele e, acidentalmente causou uma sobrecarga no equipamento. Brian foi julgado perante uma corte marcial e saiu fora do projeto. Embora ele estivesse atrás de uma proteção quando a sobrecarga ocorreu, vários doutores o examinaram e não acharam nada. Brian ainda assustado pela idéia de que a radiação tivesse passado e afetado a estrutura genética dele, ele ficou convencido de que não teria mais filhos. Brian achou um novo trabalho e começou uma vida, quando Rebecca anunciou que estava grávida.
Rebecca teve problemas durante a gravidez, embora as complicações fossem desconhecidas. Depois do nascimento em Dayton, Ohio, Bruce ficou sob intenso cuidado, e vários exames foram feitos, mas o doutor não descobriu nada de anormal. Ele também foi examinado para prevenir de alguma radiação, devido à exposição do pai dele, mas nada foi descoberto. Brian, ainda pensando que havia algo estava de errado com Bruce, mal via filho dele, tentando passar o mínimo de tempo possível com ele. Quando Brian e Rebecca saíam, eles deixavam Bruce com uma babá, que não demonstrava nenhum afeto ou atenção com ele. Na manhã de Natal, quando Bruce tinha aproximadamente quatro anos, ele acordou cedo e foi até a árvore de Natal. Ele abriu um dos presentes dele que eram um jogo de construção. Ele conseguiu construir uma estrutura muito complicada em pouquíssimo tempo. Brian desceu e chutou a estrutura, dizendo que Bruce era uma aberração e que ninguém da idade dele deveria ser capaz de construir aquilo. Ele pensava que a radiação tinha alterado o cérebro de Bruce, tornando ele super-inteligente, e provavelmente ele teria matado Bruce se a Rebecca não tivesse entrado no quarto naquele momento. Rebecca tentou defender Bruce, mas acabou apanhando do Brian. Quando Bruce tentou correr para ajudar a mãe dele, o Brian também bateu nele. Brian olhou para Bruce e o chamou de monstro desumano. Alguns anos após, depois de muito sofrimento físico e mental, a mãe Rebecca arrumou as malas e tentou partir com Bruce. O Brian consegue alcançá-los no carro, antes que eles conseguissem partir, e então ele começa a lutar com a esposa dele. Bruce grita com o pai dele, pedindo para ele deixar a mãe dele em paz, e diz que a partir daquele dia ele será bom, mas o Brian lança Rebecca ao chão e a mata. Bruce corre em direção a mãe dele e senta do lado do corpo inanimado dela. É neste momento que Bruce fecha todas suas emoções e a mente dele começa a se bifurcar, formando desordenadamente múltiplas personalidades. Durante o julgamento pela morte de Rebecca Banner, Bruce tentou encobrir o pai dele, mas foi descoberto que o Brian havia ameaçado Bruce se ele não mentisse. Brian então foi condenado a viver em uma instituição psiquiátrica.
Bruce foi notificado de que o pai dele estava sendo libertado do sanatório mental, depois de quinze anos. Bruce falou com os doutores, mas eles diziam que o Brian estava pronto para se integrar a sociedade novamente.
O Bruce deixou o pai dele ficar com ele por um curto tempo, e Bruce admitida livremente que o pai dele ainda estava transtornado. Brian agia de maneira estranha, muito estranha, e Bruce dizia que ele deveria ser internado para mais terapia. O Brian gritou com ele, dizendo que só tinha melhorado no sanatório porque ele estava longe de Bruce. Bruce acabou saindo, e foi para o cemitério onde a mãe dele estava enterrada, pois era o aniversário da morte dela. O V Macena o seguiu e começou a falar novamente que Bruce era uma aberração.
Eles discutiram e acabaram se agredindo fisicamente. Enfurecido e temendo pela vida, Bruce matou o pai acidentalmente quando o chutou e o fez rachar o crânio na lápide da falecida esposa. Bruce informou a polícia que o pai morrera, mas eles atribuíram a morte a um acidente, pois a chuva havia lavado as evidências. Eventualmente, Bruce reprimiu em seu inconsciente como o pai havia morrido e desenvolveu um intenso medo subconsciente de que o pai voltasse um dia para se vingar. O projeto da Bomba Gama foi aprovado e Bruce foi com o governo americano trabalhar na pesquisa nuclear em uma Base no Deserto do Novo México.
Depois de um tempo trabalhando para o Governo, Bruce começa a perceber que seu corpo tende a mudar em função do comportamento momentaneo de sua mente que acontece em devido a acontecimentos passados e presentes, tendendo ficar descontrolado visto que quando alterado fisicamente, o mesmo ja não respondia por Bruce Banner e sim por Hulk. Sendo assim, Banner decidiu se afastar em busca de controle emocional.

## Filmes
- Em 2003, aparece no filme Hulk, com o nome de David Banner (em homenagem ao personagem do seriado The Incredible Hulk). No final do filme, David Banner se transforma em um mutante chamado de Homem-Absorvente (que nos quadrinhos é um homem chamado Crusher Creel)